# Eriprando Visconti
Eriprando Visconti di Modrone (Milano, 24 settembre 1932 – Mortara, 26 maggio 1995) è stato un regista e sceneggiatore italiano, membro della famiglia milanese dei Visconti.

## Biografia

### Infanzia
Era figlio di Edoardo Visconti e di Nicoletta Arrivabene-Valenti Gonzaga; il regista Luchino Visconti era suo zio paterno.

### Matrimoni
Nel 1952, dall'unione con l'attrice Fulvia Mammi, nacque il primogenito Guido; dal suo matrimonio con Francesca Patrizia Ruspoli, nacquero Edoardo jr. e Ortensia.

### Carriera cinematografica
A 22 anni fece il suo esordio come assistente volontario dello zio nel film a episodi Siamo donne e recitò nel ruolo di Carlo Moretti nel film Terza liceo, diretto nel 1954 da Luciano Emmer. Nel 1955 scrisse soggetto e sceneggiatura dell'opera prima di Francesco Maselli, Gli sbandati, per il quale collaborò anche come aiuto regista, mentre cinque anni dopo assistette Renato Castellani sul set del film Il brigante. Nel 1961 compì il suo esordio dietro la macchina da presa con Una storia milanese, per il quale vinse il premio della Critica alla Mostra del Cinema di Venezia. Durante gli anni sessanta diresse un documentario e tre originali per la televisione.
Rientrò sul grande schermo nel 1969 dirigendo quattro opere. Dal 1976-1977 in avanti, a partire dal celebre dittico La orca e Oedipus orca (che incontrò notevoli vicissitudini censorie) il suo cinema tenta di sviluppare temi più complessi, abbandonando il puro intreccio narrativo e privilegiando l'indagine psicologica dei personaggi. In particolare si segnala Una spirale di nebbia (1977), tratto dal romanzo di Michele Prisco, che è un'analisi della corruzione del mondo borghese. Nel film recitano attori famosi come Claude Jade, Marc Porel, Duilio Del Prete, Flavio Bucci, Eleonora Giorgi, Marina Berti e Stefano Satta Flores. Inoltre, appare per la seconda volta come attore occasionale nel film Caro Michele, diretto nel 1976 da Mario Monicelli.

### Ultimi anni e morte
Dopo l'ultimo film da lui diretto, Malamore (1982), fu costretto a ritirarsi dal mondo del cinema per ragioni di salute.
Morì a 62 anni di enfisema polmonare.

## Filmografia

### Regista

#### Cinema
- Una storia milanese (1962)
- La monaca di Monza (1969)
- Michele Strogoff, corriere dello zar (1970)
- Il vero e il falso (1972)
- Il caso Pisciotta (1972)
- La orca (1976)
- Oedipus orca (1977)
- Una spirale di nebbia (1977)
- Malamore (1982)

#### Televisione
- Maternità (1967)
- L'ospite segreto (1967)
- Il bracconiere (1970)

#### Documentari
- Una provincia italiana (1966)
- La rivolta dei teenagers (1967)

### Collaborazioni
- Siamo donne, regia di Luchino Visconti, episodio Anna Magnani (1953) – assistente regista
- Terza liceo, regia di Luciano Emmer (1954) – attore
- Gli sbandati, regia di Citto Maselli (1955) – assistente regista, soggetto e sceneggiatura
- Il brigante, regia di Renato Castellani (1961) – aiuto regista
- Caro Michele, regia di Mario Monicelli (1976) – attore